# Ли, Энн
Энн Ли (англ. Ann Li; род. 26 июня 2000, Кинг-оф-Праша, США) — американская теннисистка; победительница одного турнира WTA в одиночном разряде.
Финалистка одного юниорского турнира Большого шлема в одиночном разряде (Уимблдон-2017).

## Общая информация
В теннис начала играть в возрасте пяти лет. Тренируется в Орландо. Любимы покрытие — трава. Восхищается в мире тенниса Роджером Федерером.
В свободное время она любит играть на укулеле.

## Спортивная карьера
Ли дошла до финала турнира Большого шлема в юниорском одиночном разряде в 2017 году на Уимблдоне. В первом с 1979 года чисто американском финале девочек Ли проиграла третьей посеянной Клер Лю в трёх сетах 6-2, 5-7, 6-2. Две недели спустя Ли выиграла свой первый профессиональный титул на турнире из цикла ITF с призовым фондом в $ 15 000 в Эвансвилле, США.
На Открытом чемпионате США 2020 года и Открытом чемпионате Австралии 2021 года добилась лучшего для себя результата на турнирах Большого шлема, дойдя до третьего раунда соревнований.

### 2024
В начале ноября 2024 года стала финалисткой в одиночном разряде турнира категории WTA 250 Открытый чемпионат Мериды (Мексика), где она в полуфинале победила россиянку Полину Кудерметову со счётом 6-3, 4-6, 6-2, но в финале проиграла турчанке Зейнеп Сёнмез со счётом 2-6, 1-6.

## Итоговое место в рейтинге WTA по годам
| Год  | Одиночный рейтинг | Парный рейтинг |
| 2024 | 99                | 576            |
| 2023 | 174               | 1178           |
| 2022 | 140               | 1044           |
| 2021 | 47                | 723            |
| 2020 | 97                | 560            |
| 2019 | 148               | 377            |
| 2018 | 310               | 961            |
| 2017 | 583               |                |

## Выступления на турнирах

### Финалы турнировWTAв одиночном разряде (4)

#### Победа (1)
| Легенда:                    |
| --------------------------- |
| Турниры Большого шлема (0)* |
| Олимпиада (0)               |
| Итоговый турнир WTA (0)     |
| WTA 1000 Mandatory (0)      |
| WTA 1000 (0)                |
| WTA 500 (0)                 |
| WTA 250 (1)                 |

| Титулы по покрытиям | Титулы по месту проведения матчей турнира |
| ------------------- | ----------------------------------------- |
| Хард (1)*           | Зал (0)                                   |
| Грунт (0)           | Зал (0)                                   |
| Трава (0)           | Открытый воздух (1)                       |
| Ковёр (0)           | Открытый воздух (1)                       |

* количество побед в одиночном разряде.
| №  | Дата            | Турнир            | Покрытие | Соперница в финале | Счёт    |
| 1. | 24 октября 2021 | Тенерифе, Испания | Хард     | Камила Осорио      | 6-1 6-4 |

#### Поражения (2)
| №  | Дата           | Турнир          | Покрытие   | Соперница в финале | Счёт    |
| 1. | 3 ноября 2024  | Мерида, Мексика | Хард       | Зейнеп Сёнмез      | 2-6 1-6 |
| 2. | 2 февраля 2025 | Сингапур        | Хард (зал) | Элизе Мертенс      | 1-6 4-6 |

#### Несыгранные финалы (1)
| №  | Дата           | Турнир              | Покрытие | Соперница в финале |
| 1. | 7 февраля 2021 | Мельбурн, Австралия | Хард     | Анетт Контавейт    |